# Train Valley
Train Valley — це стратегія жанру головоломки, розроблена і випущена Flazm для Microsoft Windows та MacOS.
Ще до релізу гри, вона вже отримала декілька нагород. Розробка гри почалась у квітні 2012. 9 травня 2015 гра вийшла у ранній доступ. Повний реліз відбувся 16 вересня 2015.

## Ігровий процес
Гравець повинен будувати залізниці. На початку гри на карті з'являються 2-3 міста, потрібно з'єднати ці міста залізницею. Впродовж гри будуть з'являтися нові міста до яких також потрібно підвести залізницю. Весь час з міст будують виїжджати потяги, які потрібно доставити у конкретне місто. До кінця гри потрібно виконати три задачі.
Вся гра розділена на чотири епізоди:
- Середньовічна Європа (1830—1980)
- Америка (1840—1960)
- СРСР (1880—1980)
- Японія (1900—2020)

В кожному епізоді є шість рівнів, п'ять з задачами й один пісочниця.

### DLC
| Назва                              | Опис | Ціна   | Примітка |
| ---------------------------------- | --- | ------ | -------- |
| Train Valley — Germany             | Додає один епізод, Германія (1880—2020). До епізоду входять шість рівнів. З рівнями додається шість німецьких локомотивів та вагонів. | 59 грн | [ 5 ]    |
| Train Valley — Original Soundtrack | Додає 16 оригінальних саундтреків для гри.                                                                                            | 21 грн | [ 6 ]    |

## Нагороди
У 2014 році гра отримала нагороду «Краща інді гра» від DevGAMM та «Краща сімейна гра» від Casual Connect.
У 2015 році «Кращий геймдизайн» та «Краща дитяча та сімейна гра» від Indie Prize

## Критика

### Steam
У Steam понад 2.000 відгуків.  Більшість з них позитивні.

### Metacritic
На сайті Metacritic люди оцінили гру на 7.5 з 10.

### Impulse gamer
На сайті Impulse gamer гру оцінили на 4.4 з 5.